# Кузолова
Кузолова — деревня в Кудымкарском районе Пермского края. Входила в состав Верх-Иньвенского сельского поселения. Располагается на правом берегу реки Иньвы юго-западнее от города Кудымкара. Расстояние до районного центра составляет 26 км. По данным Всероссийской переписи населения 2010 года, в деревне проживала 1 женщина.

## История
По данным на 1 июля 1963 года, в деревне проживало 33 человека. Населённый пункт входил в состав Верх-Иньвенского сельсовета.